# Cuarzoarenita

Microfotografía de una cuarzoarenita

En geología, se conoce con el nombre de cuarzoarenita o arenisca de cuarzo a un tipo de roca sedimentaria detrítica en cuya composición existe más de un 90% de granos de cuarzo.

## Descripción
Posee textura clástica, es decir está formada por pequeñas partículas que reciben el nombre de clastos. La cuarzoarenita es un tipo de roca arenisca, por lo tanto está formada por partículas que oscilan entre los 0,06 y 2 mm de diámetro. Si en la composición de una arenisca predomina el cuarzo, recibe el nombre de cuarzoarenita, si predomina el carbonato cálcico, se llama calcarenita y si contiene al menos un 25% de feldespato se clasifica como arcosa.